# Małgorzata Foremniak

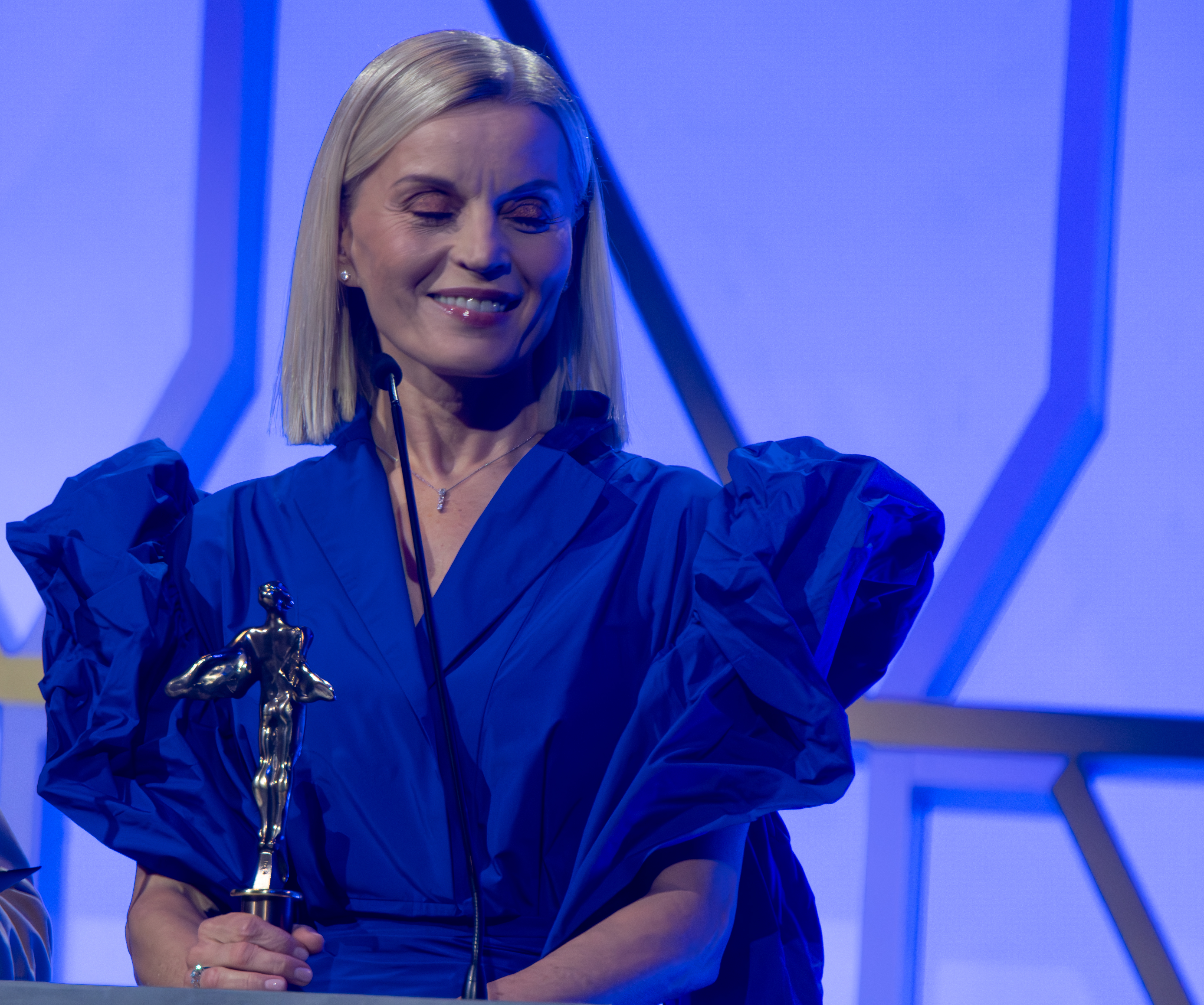
Małgorzata Foremniak (2024)

Małgorzata Irena Foremniak (* 8. Januar 1967 in Radom, Polen) ist eine polnische Schauspielerin.

## Biografie
Małgorzata Foremniak wurde in Radom geboren und wuchs in Jedlińsk auf. Nach ihrem Abschluss an der VI Liceum Ogólnokształcące im. Jana Kochanowskiego in Radom studierte sie bis 1989 an der Staatlichen Hochschule für Film, Fernsehen und Theater Łódź und spielte anschließend bis 1992 am Theater Powszechny im. Jana Kochanowskiego in Radom. Von 1993 bis 1999 spielte sie am Teatr Kwadrat in Warschau. Bereits 1988 debütierte Foremniak in einer kleinen Nebenrolle in Juliusz Machulskis Abenteuerkomödie Kingsajz auf der Leinwand. Einem größeren internationalen Publikum wurde sie für ihre Darstellung der Susanna „Suzia“ Zarwilska in der deutsch-polnischen Fernsehserie Das Geheimnis des Sagala und mit ihrer Hauptrolle der Ash in dem polnisch-japanischen Science-Fiction-Film Avalon – Spiel um dein Leben bekannt.
Foremniak war zweimal verheiratet. Ihr erster Ehemann Tomasz Jędruszczak verstarb am 4. Mai 2005 bei einem Autounfall. Sie hatten eine gemeinsame Tochter. Bis 2011 war sie mit dem polnischen Produzenten Waldemar Dziki verheiratet, mit dem sie gemeinsam zwei Pflegekinder aufnahm.

## Filmografie (Auswahl)
- 1988: King Size (Kingsajz)
- 1996: Sperling (Fernsehreihe, eine Folge)
- 1996: Die Verwandlungsmaschine (Maszyna Zmian) (Fernsehserie, Folge 8, Die fünf Bräute)
- 1997: Das Geheimnis des Sagala (Fernsehserie, sechs Folgen)
- 1998: In den Fallen der Sternenpiraten (Gwiezdny Pirat)
- 2001: Avalon – Spiel um dein Leben (アヴァロン, Avalon)
- 2001: Edges of the Lord – Verlorene Kinder des Krieges (Edges of the Lord)
- 2001: Quo vadis?
- 2003: Die Wikinger – Angriff der Nordmänner (Stara baśń. Kiedy słońce było bogiem)
- 2015: Die rote Spinne (Czerwony pająk)
- 2021: Sexify (Fernsehserie, 8 Folgen)